# Jaume Pons i Agulló
Jaume Pons i Agulló (Manresa, 19 de febrer de 1933 - 23 de novembre de 2014) fou un bibliòfil i col·leccionista català. Exercí d'auxiliar de farmàcia fins que es va jubilar. Membre de diferents entitats, destacà en els Amics de la Seu i els Amics de l'Art Romànic del Bages. La seva col·lecció de fotografies sobre la ciutat de Manresa i comarca el converteix en un dels col·leccionistes més rellevants de Manresa.

## Biografia
El seu pare, Ignasi, treballava a l'economat de la Pirelli, era vinculat a ERC i era xofer. El seu avi, Sebastià, molt afeccionat als automòbils, va ser un dels fundadors del Montepio de Conductors. Des de l'any 1965 en va ser soci i membre de la junta d'assembleistes. La seva mare, Teresa, treballava a la Fàbrica Nova. L'any 1959 es casà amb Concepció Ribolleda i van tenir dues filles, la Teresa i l'Anna.
Mor a Manresa, el dia 23 de novembre de 2014 a l'edat de 81 anys.

## Entitats
L'any 1980 és membre fundador de la Delegació al Bages del Amics de l'Art Romànic, juntament amb en Francesc Villegas i en Jaume Soldevila, de la qual seria President i posteriorment secretari. D'aquesta entitat obté el premi Carreu l'any 1984 i el premi Capitell el 1986. A més d'arxiver del Montepio de Conductors.

## Bibliòfil i col·leccionista
Des de jove se sent interessat per la fotografia, participant en nombrosos concursos sent guardonat en alguns d'ells. A partir del 1955 s'inicia en el món del cinema. La seva passió per la fotografia el fa convertir-se en un autèntic col·leccionista fins a aconseguir un veritable arxiu on clixés i fotografies s'acumulen i van donant cos a l'arxiu particular amb una àmplia temàtica sobre Manresa i comarca adquirint materials de diferent procedència, suport, àmbit i època.
A l'arxiu hi ha quaranta mil fotografies en paper, noranta mil negatius fotogràfics, vuit-centes caixes amb material divers, dos mil cinc-cents llibres de tots els àmbits i èpoques i uns setanta-dos pergamins. A banda d'altres tipus de documents com són els programes de les Festes de la Llum i la Festa Major, premis i records de cursos i conferències realitzades. Només de Manresa l'arxiu compta amb més de 5.000 fotografies i mil clixés de vidre. També conserva clixés de planxa i clixés de boix. A més, hi consta material de temàtica montserratina i del Bages així com documents, llibres i materials antics de tota mena.
Destaca el llibre de Montserrat del 1600, Santo Tomàs d'Aquino de 1546, La vida de Juan Garín de 1604, una Acta testamentària de mitjans del segle xvi, La venda del Castell de Castellet de 1360 i un Dret de Vassallatge firmat per Pere III. A més de l'única còpia que existeix del Llibre Verd de la ciutat de Manresa, un llibre de la Història de Manresa del segle xix i el llibret de la Passió de Manresa del 1800.
Ha fet donacions en vida al Monestir de Montserrat de 750 negatius de vidre dels anys 1890 fins al 1930, a la Santa Cova dels Jesuïtes, a l'Arxiu de la Corona d'Aragó a Cardona hi va deixar en dipòsit la documentació sobre la Baronia d'Abella de la Conca i, a l'arxiu de Manresa, hi va donar un manuscrit de 1823, el Llibre de Registre de la Junta de Govern de la Ciutat i el seu Antic Corregiment.

## Publicacions
L'any 1983 publica dos volums dins la Col·lecció Monografies de temes locals i comarcals del Centre Excursionista de la Comarca del Bages que porta per títol Manresa: 1885-1935: cinquanta anys d'història gràfica. L'any 1991 edita un llibret sobre curanderisme i medicina popular i fa una conferència al Congrés de Medicina de Manresa sobre el mateix tema. Aquell mateix any, fa una altra conferència –L'escrivania pública a Manresa–, llegida a la Trobada d'Estudiosos del Bages. Edita el llibre de M. de Mas y Casas que porta per títol Memoria histórica de los hebreos o judios en Manresa. Amb Salvador Redó i Martí publica l'any 1995 Montserrat 1890-1930: recull gràfic i l'any 1997 Montserrat 1858-1958: recull gràfic, ambdós editades per Parcir. Aquesta darrera publicació inclou un enregistrament en vídeo.L'any 2004 va escriure l'opuscle L'expulsió dels jueus va arribar a Manresa.

## Col·laboracions
També ho ha fet amb TV3, deixant pel·lícules per al programa Te'n recordes?. Durant nou anys va fer programes a Ràdio Manresa, entre els quals destaca Manresa, pam a pam i durant un any també va col·laborar amb Televisió de Manresa, amb Conèixer Manresa fent de guionista, editor i realitzador del programa. Va col·laborar en el butlletí Somnis de l'Associació de Veïns del Barri Antic, al butlletí Pax, de la Seu i al diari Gazeta de Manresa. Ha col·laborat amb el diari Regió 7 publicant un article setmanal durant set anys divulgant el patrimoni de la ciutat a la secció Memòria Gràfica del suplement Revista. Des de l'any 2002 i fins al 2007 escrivia un article mensual a la revista local El Pou de la Gallina sobre Carrers amb història il·lustrats amb fotografies antigues.
L'any 1998 va rebre el premi Oleguer Bisbal, instituït per la revista El Pou de la Gallina l'any 1996, amb l'objectiu d'homenatjar personatges genuïnament manresans, triats mitjançant votació popular entre els lectors i subscriptors. L'any 2014, Òmnium Cultural li va atorgar, a títol pòstum, el premi Lacetània (Premi Regió 7 de Comunicació).